# Ioannis Grivas
Ioannis Grivas (1923 - 2016), juez griego, fue primer ministro interino (y apartidario) de Grecia en 1989.
| Predecesor: Tzannis Tzannetakis | Primer ministro de Grecia 1989 | Sucesor: Xenofon Zolotas |

- Datos: Q455676